# السلقة (النادرة)

تعديل مصدري - تعديل

السلقة محلة تابعة لقرية الضيق، التابعة لعزلة حدة بمديرية النادرة إحدى مديريات محافظة إب في الجمهورية اليمنية، بلغ تعداد سكانها 77 حسب تعداد اليمن لعام 2004.